# Marcelo Chávez
Marcelo Chávez Herrera (Tampico Alto, Veracruz, 13 de marzo de 1911 - Ciudad de México, México, 14 de febrero de 1970), fue un actor mexicano, principalmente reconocido por haber sido parte de las participaciones en diferentes películas protagonizadas por el popular cómico Germán Valdés «Tin-Tan», quien habría de ser su amigo y compañero de escena todo el resto de su vida. De allí en adelante formando pareja en diversas presentaciones, tal como escenificaciones menores en que ambos cantaban o hacían chistes, hasta llegar, más adelante, a participar en numerosas películas de comedia. En las cuales, en algunos casos Marcelo era villano y Tin-Tan héroe. De ahí nació, en el público mismo la idea de denominarlos carnales, es decir, hermanos; y, de allí, a su vez, la denominación que acompañaba los anuncios de sus películas: Tin-Tan y su carnal Marcelo.

## Biografía
Sus padres fueron Marcelo Chávez y Francisca Herrera. Desde temprana edad mostró interés por la música y la comedia; así como precocidad en la interpretación de la guitarra. En Ciudad Juárez, Chihuahua, conoció a Germán Valdés "Tin-Tan", quien habría de ser su amigo y compañero de escena todo el resto de su vida. De allí en adelante formando pareja en diversas presentaciones, tal como escenificaciones menores en que ambos cantaban o hacían chistes, hasta llegar, más adelante, a participar en numerosas películas de comedia. En tales películas, en algunos casos Marcelo era villano y Tin-Tan héroe. De ahí nació, en el público mismo la idea de denominarlos carnales, es decir, hermanos; y, de allí, a su vez, la denominación que acompañaba los anuncios de sus películas: "Tin Tan y su carnal Marcelo".
Fueron numerosas las películas realizadas, muchas veces parodias de clásicos de la literatura, tal como La marca del zorrillo, Los tres mosqueteros y medio, en la que Marcelo es el mosquetero Athos y Tin-Tan es D'Artagnan. Asimismo películas de pandilleros como Simbad el mareado, de estricta comedia como El revoltoso, y hasta de corte bíblico como Lo que le pasó a Sansón, en la que ambos carnales eran "rivales". En la cinta Hay muertos que no hacen ruido, una de las primeras que realizaron, el guion mezcla la intriga policial y detectivesca con el crimen y la comedia. En ella apareció Tin-Tan como un intruso en un museo de cera; que es investigado por el "Comisario-detective", Marcelo.
En la parodia de Las mil y una noches, realizada a color y con la dirección de Fernando Cortés, Marcelo es uno de los guardianes del "Califa" (Oscar Pulido), mientras Tin-Tan junto a María Antonieta Pons, cual Scheherezada, le cuentan historias al Califa para de ese modo poder salvar la vida.
Falleció el 14 de febrero de 1970 en la Ciudad de México. Su deceso significó un duro golpe para Tin-Tan su compañero y amigo de tantos años en escena.

## Filmografía

### Películas
- El revoltoso (1951)
- El vagabundo (1953)
- La tijera de oro (1958)
- Un par de roba chicos (1967)
- Los fantasmas burlones (1965)